# 吉田学 (厚生労働官僚)
吉田 学（よしだ まなぶ、1961年〈昭和36年〉12月28日 - ）は、日本の厚生・厚生労働官僚。

## 来歴
愛知県名古屋市出身。愛知県立旭丘高等学校を経て、1984年（昭和59年）3月に京都大学法学部を卒業し、同年4月、厚生省に入省し、厚生省大臣官房人事課に配属。
医療・社会保障総論を担う分野を多く経験し、厚生省大臣官房政策課企画官、厚生労働省政策企画官、健康局疾病対策課臓器移植対策室長、保険局総務課老人医療企画官、厚生労働省大臣官房総務課広報室長、厚生労働省政策評価官、保険局保険課長、同局総務課長、厚生労働省大臣官房審議官などを歴任。途中、山口県庁や内閣官房に出向し、山口県民生部高齢福祉課長、同健康福祉部高齢保健福祉課長、国立病院機構本部企画経営部長、内閣総理大臣秘書官、内閣官房内閣審議官（内閣官房副長官補付）などを務めた。
2016年（平成28年）6月21日、雇用均等・児童家庭局長に就任。
2017年（平成29年）7月11日、子ども家庭局長に就任。
2018年（平成30年）7月31日、医政局長に就任。
2020年（令和2年）8月7日、内閣官房新型コロナウイルス感染症対策推進室次長に就任。同年9月14日、内閣官房新型コロナウイルス感染症対策推進室長に昇格。
2021年（令和3年）10月1日、厚生労働事務次官に就任。
2022年（令和4年）6月28日、厚生労働省を退職。

## 年譜
- 1983年（昭和58年）10月 - 国家公務員採用上級甲種試験（行政）合格[1]
- 1984年（昭和59年）
  - 3月 - 京都大学法学部卒業[1]
  - 4月 - 厚生省大臣官房人事課[1]
  - 5月 - 厚生省保険局企画課[1]
- 1986年（昭和61年）7月 - 厚生省保健医療局精神保健課[1]
- 1988年（昭和63年）5月 - 厚生省大臣官房政策課調査室[1]
- 1989年（平成元年）7月 - 厚生省大臣官房政策課[1]
- 1990年（平成2年）7月 - 厚生省児童家庭局企画課[1]
- 1991年（平成3年）
  - 6月 - 厚生省保健医療局管理課[1]
  - 7月 - 厚生省保健医療局管理課課長補佐[1]
- 1992年（平成4年）7月 - 厚生省保健医療局国立病院部運営企画課課長補佐[1]
- 1993年（平成5年）6月 - 厚生省老人保健福祉局老人保健課課長補佐[1]
- 1994年（平成6年）4月 - 山口県民生部社会課企画監[1]
- 1995年（平成7年）4月 - 山口県民生部高齢福祉課長[1]
- 1996年（平成8年）4月 - 山口県健康福祉部高齢保健福祉課長[1]
- 1997年（平成9年）4月 - 厚生省大臣官房総務課課長補佐[1]
- 1999年（平成11年）8月 - 厚生省大臣官房政策課課長補[1]
- 2000年（平成12年）7月 - 厚生省大臣官房政策課企画官[1]
- 2001年（平成13年）
  - 1月 - 厚生労働省政策企画官[1]
  - 1月 - （併）政策統括官付社会保障担当参事官[1]
  - 7月 - 厚生労働省健康局疾病対策課臓器移植対策室長[1]
- 2002年（平成14年）8月 - 厚生労働省保険局総務課老人医療企画官[1]
- 2004年（平成16年）7月 - 厚生労働省大臣官房総務課広報室長[1]
- 2005年（平成17年）
  - 8月 - 厚生労働省政策評価官[1]
  - 8月 - （併）政策統括官付政策評価官室長[1]
- 2006年（平成18年）9月 - 独立行政法人国立病院機構本部企画経営部長[1]
- 2009年（平成21年）7月 - 厚生労働省保険局保険課長[1]
- 2011年（平成23年）
  - 2月 - 内閣官房内閣参事官（内閣官房副長官補付）[1]
  - 2月 - （命）内閣官房社会保障改革担当室参事官[1]
  - 7月 - 厚生労働省大臣官房付[1]
  - 8月 - 厚生労働省保険局総務課長[1]
  - 9月 - 内閣総理大臣秘書官[1]
- 2012年（平成24年）12月 - 厚生労働省大臣官房付[1]
- 2013年（平成25年）
  - 1月 - 内閣官房内閣審議官（内閣官房副長官補付）[1]
  - 1月 - （併）内閣官房社会保障改革担当室審議官[1]
- 2014年（平成26年）
  - 7月 - 厚生労働省大臣官房審議官[1]
  - 7月 - （命）医療介護連携担当[1]
  - 7月 - （命）医療保険担当[1][注釈 1]
- 2016年（平成28年）6月 - 厚生労働省雇用均等・児童家庭局長[10]
- 2017年（平成29年）7月 - 厚生労働省子ども家庭局長[9]
- 2018年（平成30年）7月 - 厚生労働省医政局長[8]
- 2020年（令和2年）
  - 8月 - 内閣官房新型コロナウイルス感染症対策推進室次長[7]
  - 9月 - 内閣官房新型コロナウイルス感染症対策推進室長[5][6]
- 2021年（令和3年）10月 - 厚生労働事務次官[3]
- 2022年（令和4年）6月 - 厚生労働省退職[4]
- 2023年（令和5年）6月 - 社会福祉法人日本保育協会理事長[12]